# Saltos ornamentais nos Jogos Europeus de 2015 - Trampolim de 3 m sincronizado masculino
A competição do trampolim de 3 m sincronizado masculino é um dos eventos dos saltos ornamentais nos Jogos Europeus de 2015, em Baku, no Azerbaijão. Foi disputada no Centro Aquático de Baku no dia 19 de junho.

## Calendário
Horário de verão do Azerbaijão (UTC+5).
| Data        | Horário | Fase  |
| ----------- | ------- | ----- |
| 19 de junho | 19:00   | Final |

## Medalhistas
| Ouro   | RUS Ilia Molchanov e Nikita Nikolaev |
| Prata  | GBR Ross Haslam e James Heatly       |
| Bronze | GER Nico Herzog e Frithjof Seidel    |

## Resultados
Os resultados foram os seguintes.
| Pos.              | Saltador                             | Nacionalidade    | Pontos |
| ----------------- | ------------------------------------ | ---------------- | ------ |
| Medalha de ouro   | Ilia Molchanov Nikita Nikolaev       | RUS Rússia       | 324.69 |
| Medalha de prata  | Ross Haslam James Heatly             | GBR Grã-Bretanha | 286.05 |
| Medalha de bronze | Nico Herzog Frithjof Seidel          | GER Alemanha     | 284.22 |
| 4                 | Hrvoje Brezovac Juraj Melša          | CRO Croácia      | 263.10 |
| 5                 | Fabian Stepinski Jan Wermelinger     | SUI Suíça        | 262.92 |
| 6                 | Dimitar Isaev Bogomil Koynashki      | BUL Bulgária     | 260.91 |
| 7                 | Nikita Kryvopyshyn Vitalii Levchenko | UKR Ucrânia      | 255.78 |
| 8                 | Andrea Cocoli Francesco Porco        | ITA Itália       | 255.39 |
| 9                 | Martin Christensen Andreas Larsen    | DEN Dinamarca    | 245.10 |
| 10                | Dimitrios Molvalis Nikolaos Molvalis | GRE Grécia       | 237.75 |
| 11                | Alexander Mario Hart Moritz Pail     | AUT Áustria      | 230.61 |